# Michal Kašpárek
Michal Kašpárek (* 16. ledna 1984 Brno) je český publicista a překladatel, bývalý šéfredaktor webového serveru a časopisu Finmag. Od roku 2021 pracuje v Samizdatu – datovém týmu Českého rozhlasu.

## Život
Absolvoval obory Teorie a dějiny filmu a audiovizuální kultury, Mediální studia a žurnalistika na Masarykově univerzitě v Brně (2003–2007). Píše články pro česká i zahraniční média – MF DNES, Computer, Wizz aj. Píše články a recenze pro server Finmag, od roku 2017 do roku 2020 byl jeho šéfredaktorem. Knihy recenzuje také na vlastním webu Kašpárkova knižní poradna. Přeložil knihu Kraď jako umělec a dvě knihy o myšlenkových mapách Tonyho Buzana. Je autorem průvodců Poznej Brno a Brno Now. V roce 2018 mu vyšla novela Hry bez hranic. V roce 2023 vydal román Fosilie.
V roce 2011 stál u zrodu satirické skupiny Žít Brno, kterou opustil po jejím přerodu v politické hnutí v roce 2014.

## Dílo
- Hry bez hranic, 2018 ISBN 978-80-7549-850-2
- Fosilie, 2023, ISBN 978-80-7637-400-3